# Małgorzata Dydek
Małgorzata Teresa Dydek-Twigg (ur. 28 kwietnia 1974 w Warszawie, zm. 27 maja 2011 w Brisbane) – polska koszykarka, grająca w swojej karierze w lidze polskiej, francuskiej, hiszpańskiej, rosyjskiej i amerykańskiej (WNBA), wielokrotna reprezentantka kraju. Mistrzyni Europy z 1999 roku i uczestniczka igrzysk olimpijskich w Sydney.
Była prawdopodobnie najwyższą grającą zawodowo koszykarką na świecie (jej wzrost podawany w mediach wahał się od 213 do 218 cm) oraz najwyższą zawodniczką w historii WNBA, w której była znana jako „Margo”. Karierę sportową zakończyła w 2008.
Absolwentka VII Liceum Ogólnokształcącego im. Dąbrówki w Poznaniu z 1993. W trakcie nauki szkolnej działała w Akcji Alternatywnej „Naszość”.

## Kariera klubowa

### Europa
Grę w koszykówkę rozpoczęła w „Huraganie” Wołomin. Od 1992 była zawodniczką Olimpii Poznań, z którą zdobyła dwukrotnie mistrzostwo Polski (1993, 1994) oraz trzecie miejsce w finale Pucharu Europy w 1994. Zagrała również z tą drużyną w finale Pucharu Ronchetti w 1993. W latach 1994–1996 grała we francuskim Valenciennes-Orchies, z którym zdobyła wicemistrzostwo Francji a następnie występowała w zespole Pool Getafe Madryt (1996–1998), z którym grała w finale Pucharu Europy (1998) oraz dwukrotnie zdobyła mistrzostwo Hiszpanii (1997 i 1998). W 1998 wróciła do Polski, do 2005 grała w klubie Lotos Gdynia (występującym pod różnymi nazwami – kolejno Polpharma VBW Clima, Lotos VBW Clima, Lotos Gdynia). Siedmiokrotnie zdobyła z gdyńskim klubem mistrzostwo Polski (1999–2005), grała z nim także dwukrotnie w finale Pucharu Europy (2002, 2004). W sezonie 2005/2006 opuściła Gdynię i przeniosła się do UMMC Jekaterynburg (Rosja), a następnie do Ros Casares Walencja (Hiszpania), z którym w sezonie 2006/2007 została wicemistrzynią Euroligi oraz wicemistrzynią Hiszpanii.
W plebiscycie „La Gazzetta dello Sport” (1999) uznana za najlepszą zawodniczkę Europy.

### WNBA

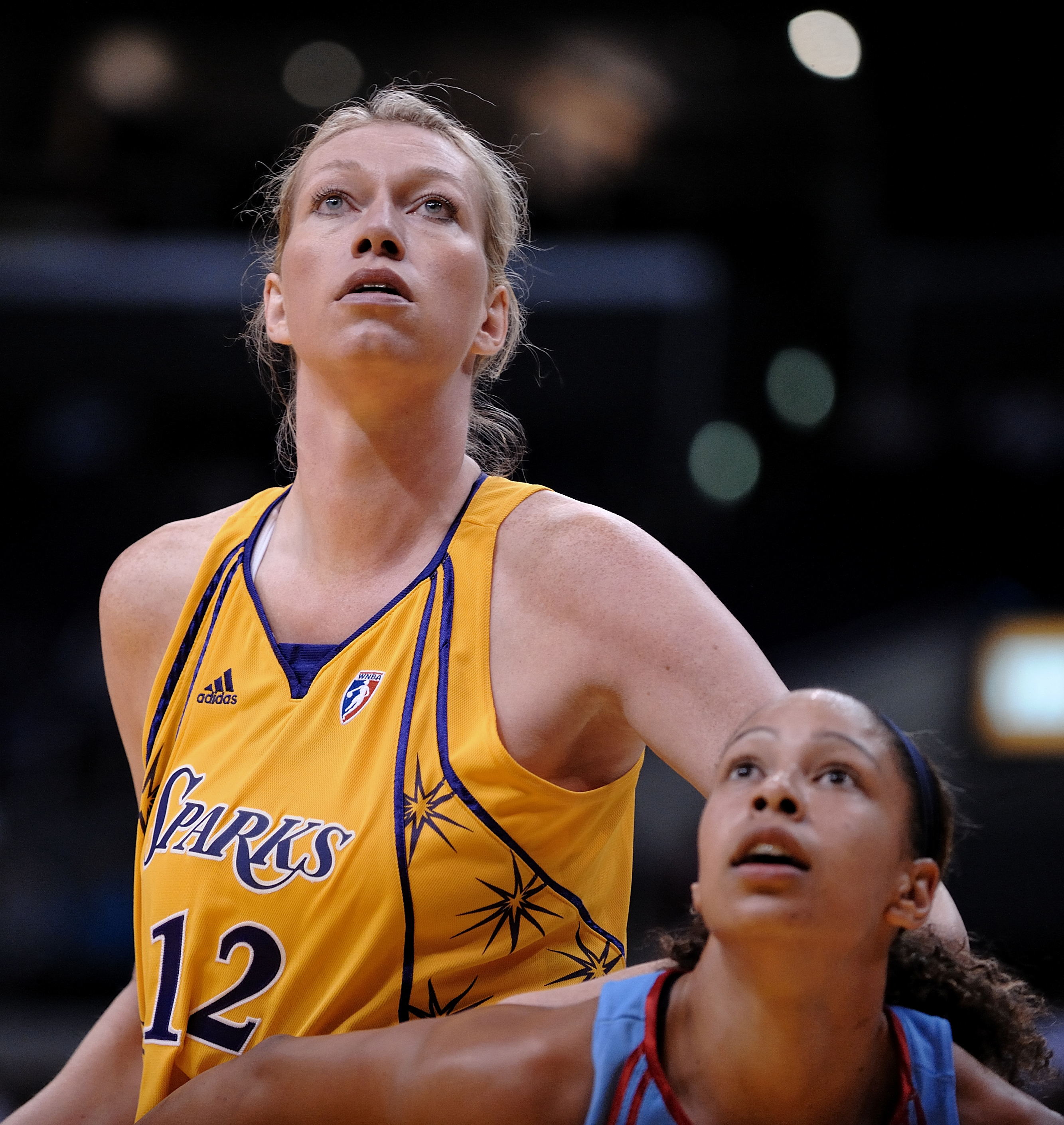
Małgorzata Dydek i Jennifer Lacy (Los Angeles Sparks – Atlanta Dream, 11 września 2008)

Od 1998 do 2008 grała w zawodowej lidze WNBA, debiutując w zespole Utah Starzz (wybrana z pierwszym numerem draftu WNBA w 1998). Występowała tam (klub w 2003 zmienił nazwę na San Antonio Silver Stars) przez 7 lat. Na początku 2005 roku została oddana do Connecticut Sun, z którym zdobyła wicemistrzostwo ligi (2005) i skąd odeszła po sezonie 2007. W sierpniu 2008 podpisała kilkutygodniowy kontrakt z Los Angeles Sparks.
W 2006 i 2007 została wybrana do drugiej drużyny najlepiej broniących zawodniczek ligi (WNBA All-Defensive Second Team).
W ciągu 11 sezonów (323 mecze) zdobyła 3220 punktów (średnio 10 na mecz) i miała 2143 zbiórek (6,6). W 24 występach posezonowych uzyskała średnie 8,3 punktu, 6,5 zbiórki oraz 2,46 bloku na mecz.
Debiutując w WNBA (11 czerwca 1998 przeciwko Los Angeles Sparks) zablokowała 6 rzutów, wyrównując rekord ligi należący do jej bezpośredniej tego dnia przeciwniczki, Lisy Leslie. W meczu z Detroit Shock (17 lipca) poprawiła ten wynik o 2 bloki, a dwadzieścia dni później przeciwko Cleveland Rockers ustanowiła 9 blokami nowy rekord, który przetrwał do 2001 roku.
Jest liderem wszech czasów WNBA w liczbie bloków (877) oraz druga na liście wszech czasów pod względem średniej bloków na mecz (2,72). Do 2014 była współrekordzistką ligi w liczbie zablokowanych rzutów w jednym meczu – 10, którą osiągnęła 7 czerwca 2001 w barwach Utah Starzz w meczu przeciwko Orlando Miracle. Zanotowała wówczas drugie w historii ligi triple-double, dodając do bloków 12 punktów i 11 zbiórek. W 1998 miała rekordową liczbę bloków (114) w jednym sezonie i najwyższą średnią liczbę bloków na mecz (3,80) w jednym sezonie. Oba te wyniki zostały poprawione przez Brittney Griner w – odpowiednio – w 2014 i 2015.

#### Występy w Meczach Gwiazd WNBA
Małgorzata Dydek wystąpiła dwukrotnie w Meczu Gwiazd ligi WNBA (WNBA All-Star Game).
W 2003 jako zawodniczka San Antonio Silver Stars zagrała w drużynie Zachodu. Podczas 8 minut spędzonych na boisku zdobyła 2 punkty i zanotowała 2 zbiórki (miała też przechwyt i stratę). Zachód pokonał Wschód 84-75.
W 2006 wybrano ją do pierwszej piątki Wschodu. Oprócz niej cztery inne zawodniczki Connecticut Sun znalazły się w kadrze na mecz. Jej drużyna pokonała Zachód 98–82, a polska środkowa w 18 minut zapisała na swoim koncie 3 punkty, 9 zbiórek, 4 bloki i jeden przechwyt (także stratę i faul).

### Finały Euroligi koszykarek
- 1994 – 3. miejsce z Olimpią Poznań (Olimpia – Gold Zack Wuppertal 72:63)
- 1995 – 4. miejsce z Olympic Valenciennes (Olympic CSKA Moskwa 64:82)
- 1998 – 2. miejsce z Pool Getafe Madryt (finał: Pool – CJM Bourges 64:76)
- 2002 – 2. miejsce z Lotosem Gdynia (finał: Lotos – Olym. Valenciennes 72:78)
- 2004 – 2. miejsce z Lotosem Gdynia (finał: Lotos – Olym. Valenciennes 69:93)
- 2007 – 2. miejsce z ROS Casares Walencja (finał: Casares – Spartak Moskwa Region 62:76)

## Reprezentacja Polski
Jako juniorka była brązową medalistką mistrzostw Europy (1992) i mistrzostw świata (1993).
Z reprezentacją Polski seniorek grała czterokrotnie na Mistrzostwach Europy (1993 – 5 miejsce, 1999 – 1 miejsce, 2001 – 6 miejsce, 2003 – 4 miejsce), raz na Igrzyskach Olimpijskich (w Sydney – 8 miejsce), raz na mistrzostwach świata (1994 – 13 miejsce).
Jej największym sukcesem reprezentacyjnym było Mistrzostwo Europy w 1999. Została wówczas najskuteczniejszą zawodniczką tych zawodów (154 pkt); wybrano ją do pierwszej piątki turnieju. W związku z tym sukcesem zajęła 5. miejsce w Plebiscycie Przeglądu Sportowego na najlepszego sportowca Polski w 1999.
Debiutowała w I reprezentacji w oficjalnym meczu 8 czerwca 1993 z Hiszpanią (w turnieju finałowym ME), rzucając 15 pkt. Ostatni raz zagrała o punkty 21 września 2007 ze Słowacją w meczu eliminacyjnym do ME 2007, rzucając 21 pkt.
Łącznie w latach 1993–2003 zagrała 132 razy w drużynie narodowej, zdobywając 1783 pkt.

## Po zakończeniu kariery
Po ukończeniu kariery zawodowej w 2008 pracowała jako trenerka w klubie Northside Wizards z Brisbane.
Jej mężem był Anglik David Twigg, z którym miała dwóch synów. Jej siostry: Marta Dydek i Katarzyna Dydek – również zajmują się  koszykówką, jedna z nich jest trenerką drużyny koszykówki INEA AZS.
Od dziecka cierpiała na arytmię serca, 19 maja 2011 została wprowadzona w stan śpiączki farmakologicznej w związku z zatrzymaniem akcji serca, do której doszło w jej domu, w australijskim mieście Brisbane. Koszykarka zmarła po tygodniu w szpitalu w Brisbane. Była w czwartym miesiącu ciąży, zmarło też jej nienarodzone dziecko. Według opinii lekarzy z Brisbane przyczyną zgonu było zatrzymanie akcji serca o niewyjaśnionym podłożu, zaś nie przyczyniła się do tego arytmia serca, którą Małgorzata Dydek miała stwierdzoną w stopniu średnim.
17 czerwca 2011 odbył się jej pogrzeb. Urna z jej prochami została złożona na cmentarzu w podwarszawskich Ząbkach.

## Upamiętnienie
W dniach 22–24 czerwca 2012 w hali Ośrodka Sportu i Rekreacji „Huragan” w Wołominie odbył się I Międzynarodowy Młodzieżowy Memoriał Małgorzaty Dydek. 3 września 2012 w Wołominie jej imieniem nazwano rondo drogowe.
Od 2023 jest patronką Szkoły Podstawowej nr 6 w Ząbkach.
W marcu 2019 ogłoszono, że Małgorzata Dydek pośmiertnie w tym samym roku zostanie przyjęta do Galerii Sław FIBA.

## Osiągnięcia
Na podstawie, o ile nie zaznaczono inaczej.

### WNBA
- Wicemistrzyni WNBA (2005)
- Uczestniczka meczu gwiazd WNBA (2003, 2006)
- Zaliczona do II składu defensywnego WNBA (2006, 2007)
- Liderka:
  - wszech czasów WNBA w blokach
  - WNBA w blokach (1998–2003, 2006, 2007)

### Drużynowe
- Mistrzyni:
  - Polski (1993, 1994, 1999–2005)
  - Hiszpanii (1997, 1998, 2007, 2008)
- Wicemistrzyni:
  - Światowej Ligi FIBA (2004)
  - Euroligi (1994, 1998, 2002, 2004, 2007)
  - Rosji (2006)
  - Francji (1996)
- Brąz:
  - Euroligi (1994)
  - turnieju Federacji Francji (1996)
- 4. miejsce w Eurolidze (1995)
- Zdobywczyni:
  - pucharu:
    - Polski (2005)
    - Hiszpanii (1997, 1998, 2007, 2008)

  - Superpucharu Hiszpanii (2006, 2007)
- Finalistka Pucharu Ronchetti (1993)

### Indywidualne
- MVP PLKK (2002, 2005)
- Liderka:
  - strzelczyń PLKK (2001)
  - Euroligi w zbiórkach (2000, 2001, 2003)
  - w blokach
    - PLKK (2002)
    - Euroligi (2007, 2008)
- Zaliczona do Galerii Sław Koszykówki FIBA (2019)[18]

### Reprezentacja
- Mistrzyni Europy (1999)
- Brązowa medalistka mistrzostw:
  - Europy U–18 (1992)
  - świata U–19 (1993)
- Uczestniczka:
  - igrzysk olimpijskich (2000 – 8. m.)
  - mistrzostw:
    - świata (1994 – 13. m.)
    - Europy:
      - 1993 – 5. m., 1999, 2001 – 6. m., 2003 – 4. m.
      - U–16 (1991 – 7. m.)
- Liderka:
  - igrzysk olimpijskich w zbiórkach (2000)
  - Eurobasketu w:
    - punktach (2001, 2003)
    - zbiórkach (2001, 2003)
    - blokach (2001, 2003)

## Odznaczenia
- Krzyż Kawalerski Orderu Odrodzenia Polski – 2011 (pośmiertnie)[1]
- Złoty Krzyż Zasługi – 1999[19]